# Türbe

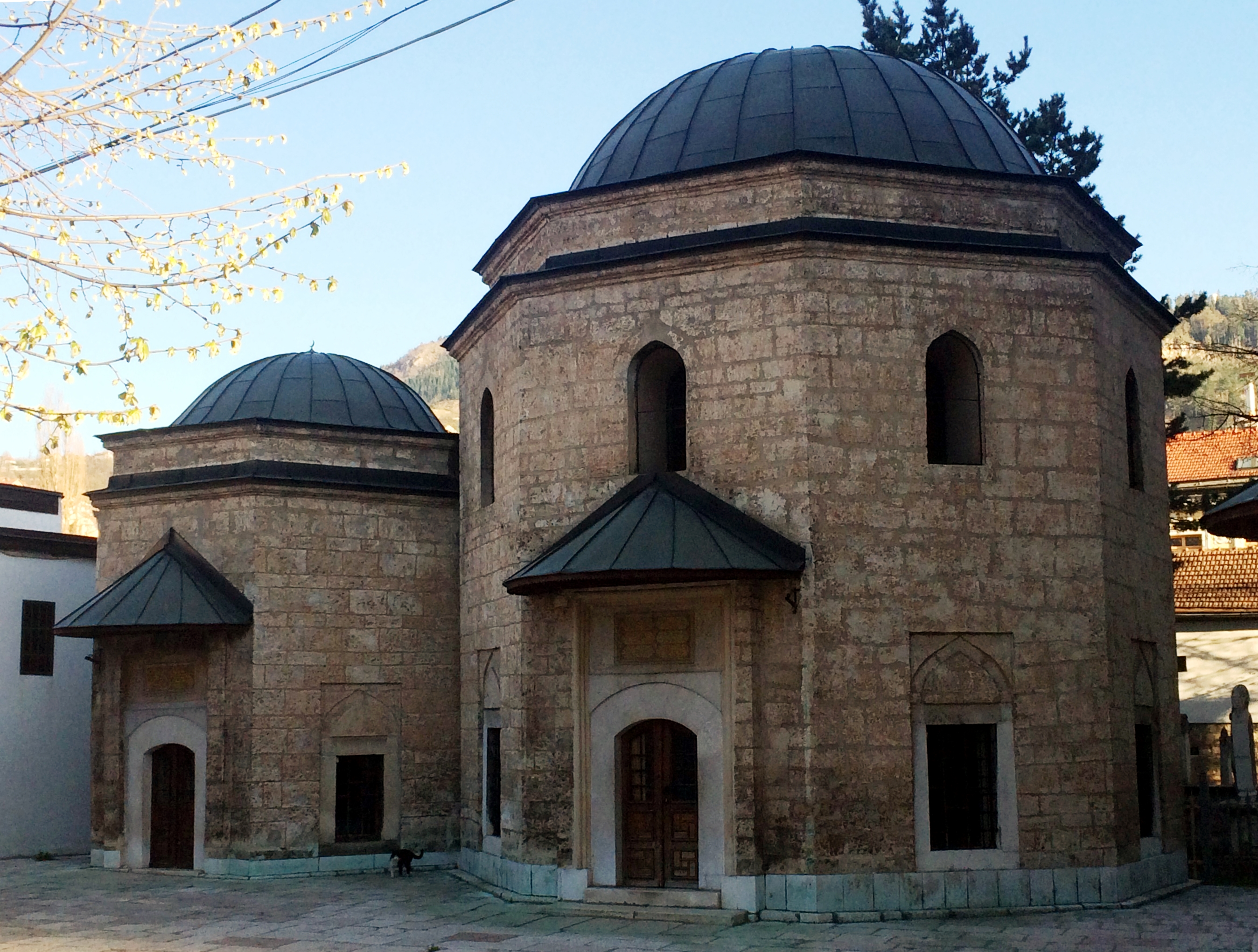
Türbe de Gazi Husrev-beg (1480–1541) en la mezquita de Gazi Husrev Bey de Sarajevo.

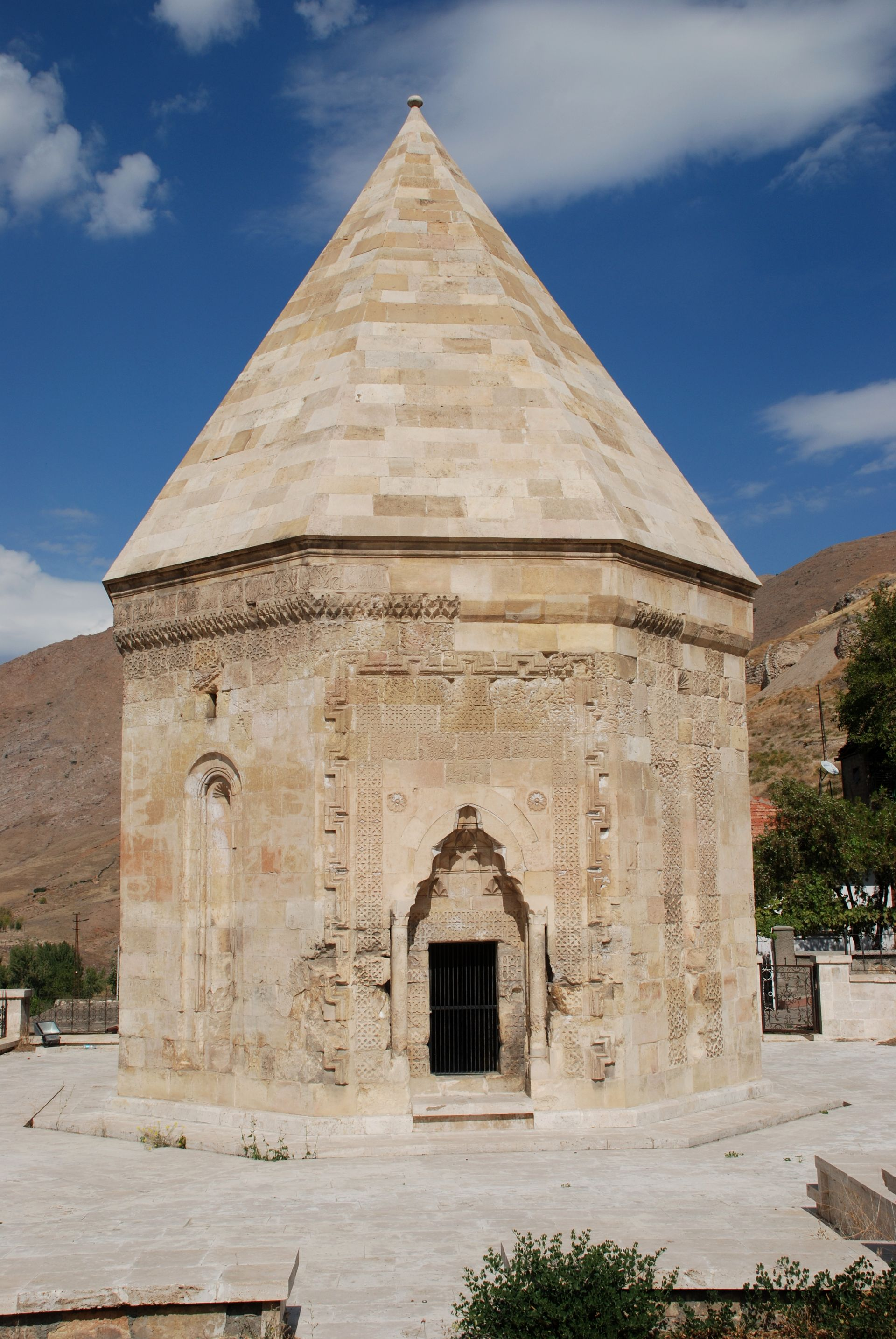
Ejemplos anteriores y más orientales tienen cubiertas de lados rectos en lugar de cúpulas, un estilo persa. Divriği, provincia de Sivas en el centro-este de Turquía. c..

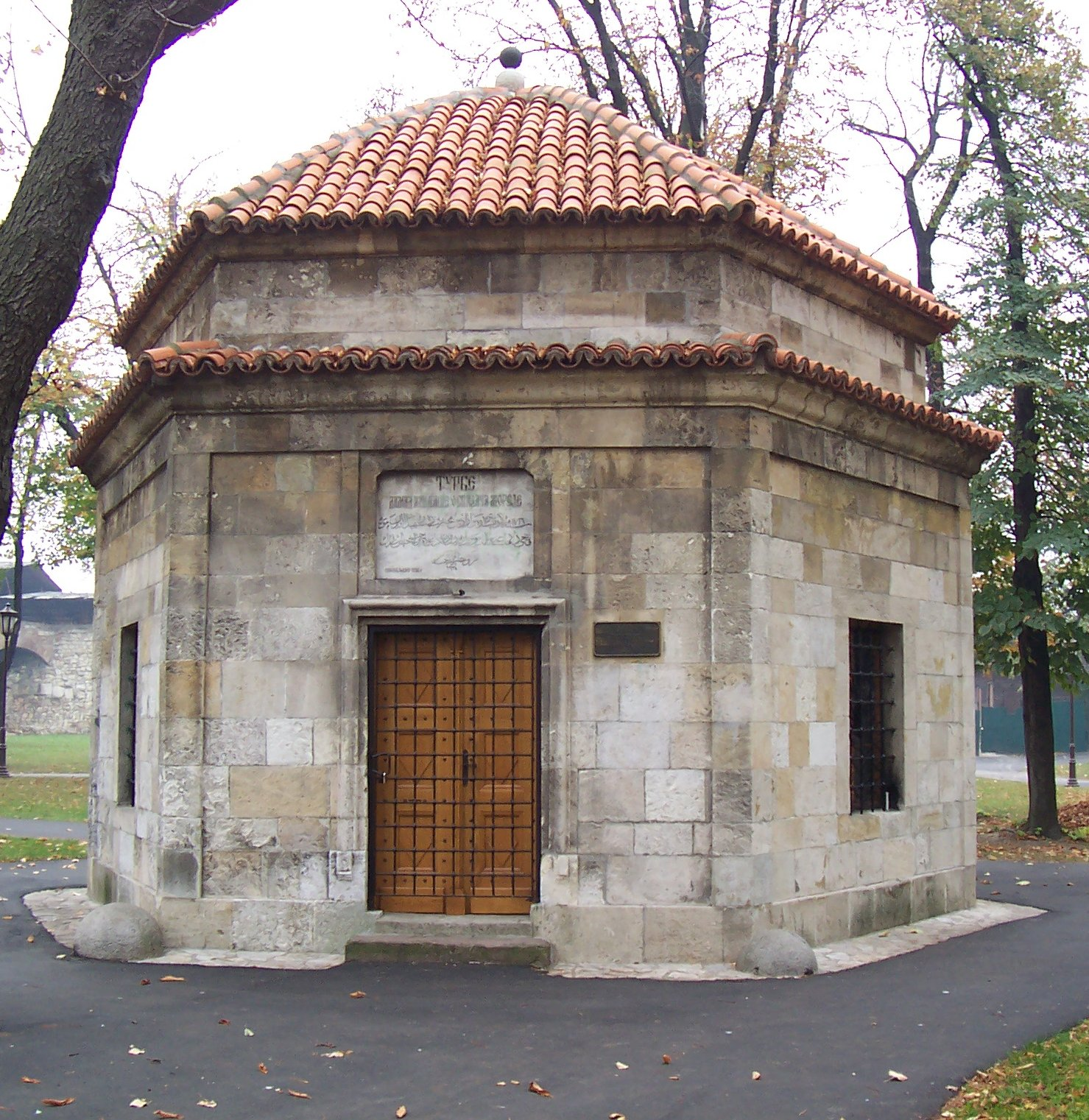
Turbe del gran visir otomano Damad Ali-Pasha, conquistador de Morea, en el parque de la fortaleza de Kalemegdan en Belgrado. Nótese su base hexagonal.

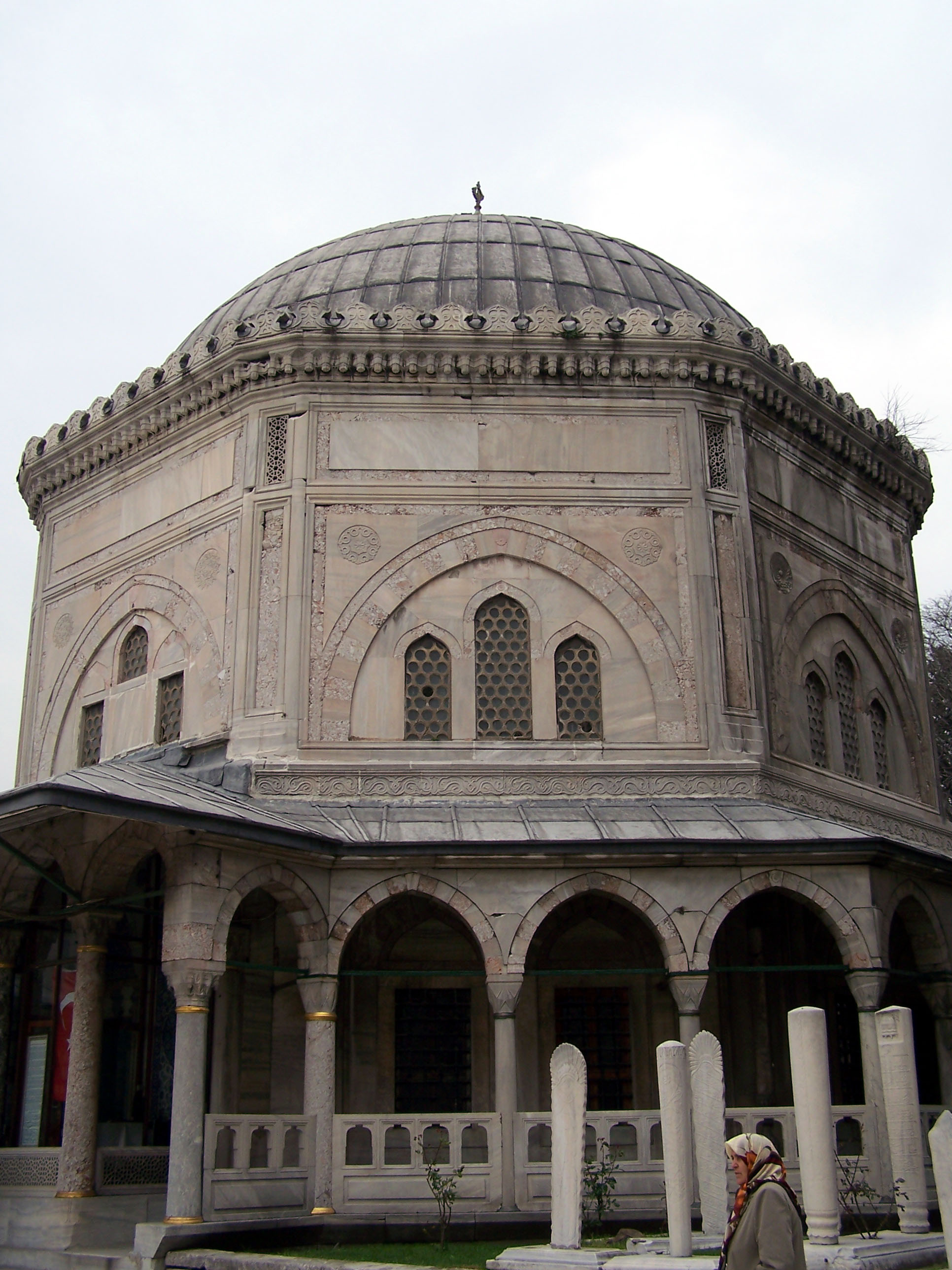
Türbe del sultán Solimán el Magnífico, en el complejo de la mezquita de Solimán, Estambul.

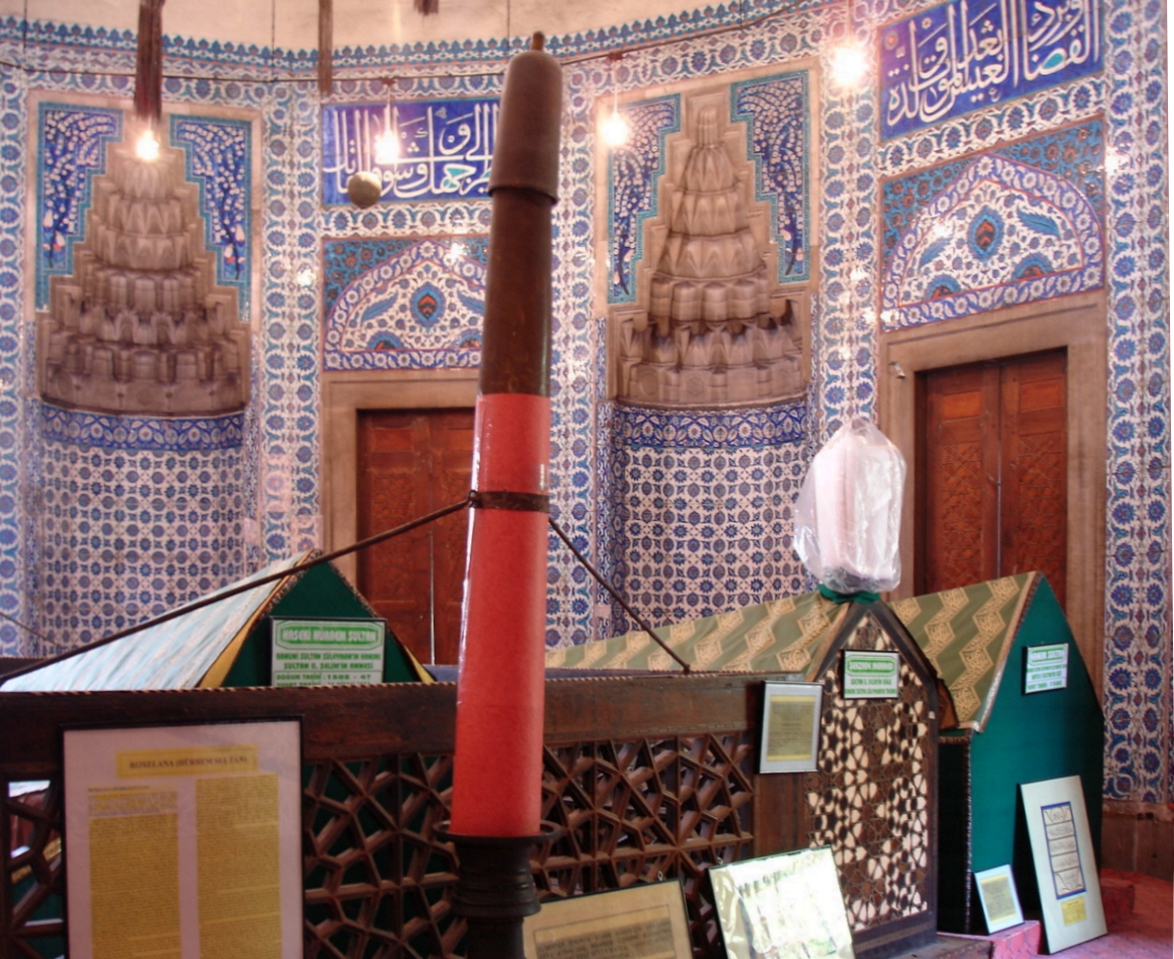
Türbe de Hürrem Sultan ("Roxelana", 1534-1558) en la mezquita de Solimán. Tiene cúpula y está decorado con cerámica de Iznik representando los jardines del paraíso.

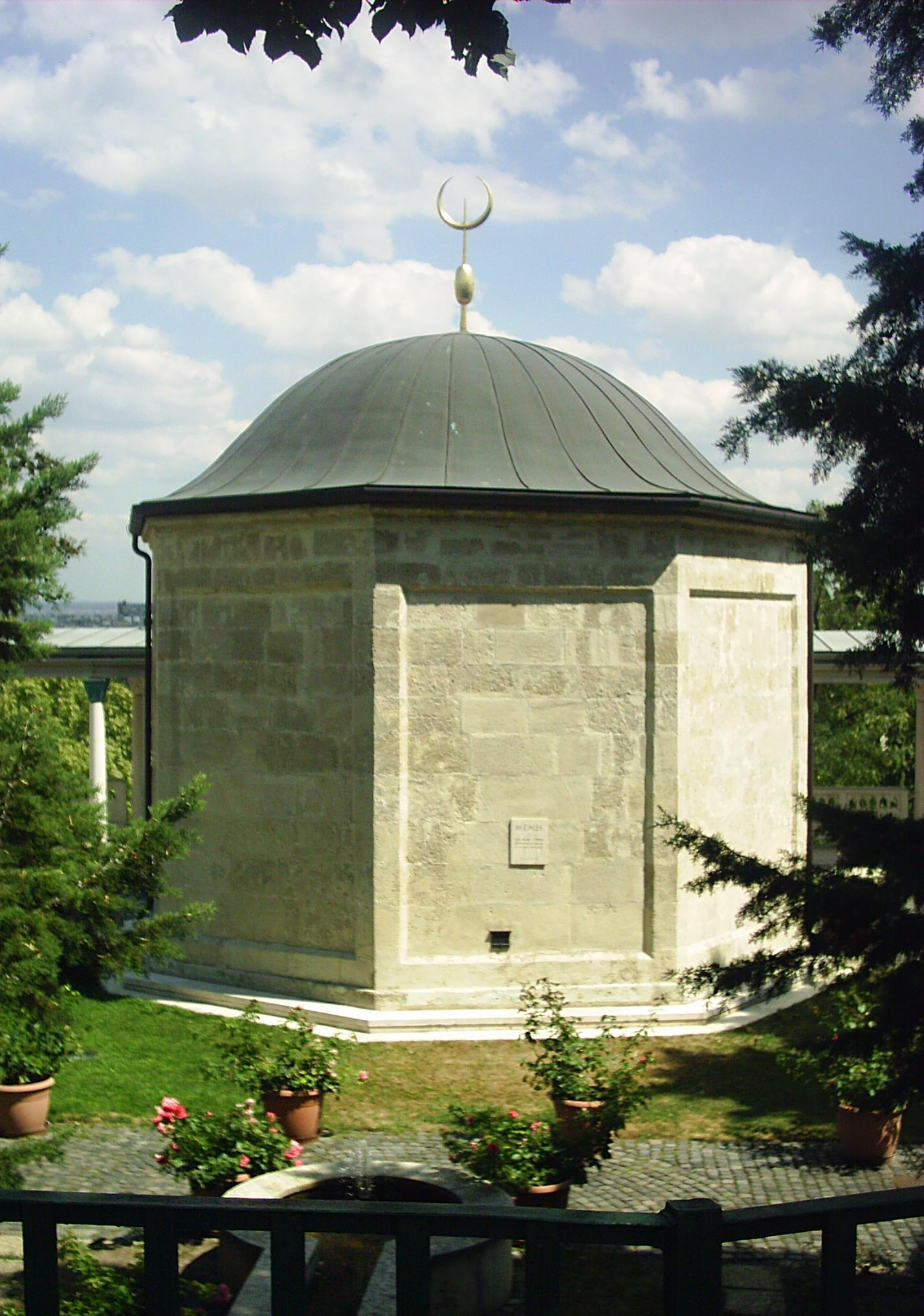
Turbe de Gül Baba (1543-1548) en Budapest.

Türbe, turbe o turbet es una palabra de origen turco que designa un tipo de lugar de enterramiento, una tumba-torre. Este término, está relacionado con la palabra árabe turba (تُرْبَة, 'suelo', 'tierra'), y puede designar un mausoleo o, más a menudo, un complejo funerario, o incluso una parcela en un cementerio.
Este término forma parte del vocabulario de la arquitectura musulmana y otomana.

## Características
Este tipo de edificios se inspiraron en el arte de las tiendas de campaña de los turcos nómadas en la tierra de los turcomanos y sus sucesores otomanos durante las campañas militares. Luego se aplicaron en la arquitectura.
Antes del islam, primero se lavaba a los muertos y luego se los envolvía en un sudario, a pesar de las diferentes tradiciones funerarias que existían. El cadáver era momificado y puesto en un ataúd y guardado en las tiendas hasta la primavera o el otoño siguiente. La tradición del entierro dio lugar a la aparición de monumentales mausoleos, los türbes.
Un türbe típico está situada en los terrenos de una mezquita o complejo, a menudo donada por el difunto. Sin embargo, algunos están más integrados en los edificios circundantes. Muchos son edificios relativamente pequeños, a menudo abovedados y de forma hexagonal u octogonal, conteniendo una sola cámara. Los türbes más pequeños generalmente se mantienen cerrados, aunque a veces se puede vislumbrar su interior a través de rejillas de metal sobre las ventanas o la puerta. El exterior es típicamente de mampostería, quizás con una decoración de azulejos o mayólica sobre la entrada, pero el interior a menudo contiene grandes áreas de azulejos pintados, que pueden ser de la más alta calidad.
En el interior, el cuerpo o cuerpos de los difuntos parecen reposar en simples sarcófagos lisos, a menudo con una simple inscripción, que en su origen, estuvieron cubiertos por ricas cortinas de tela. Por lo general, estos sarcófagos son simbólicos y el cuerpo real yace debajo del suelo. En la cabecera de la tumba, en algunos ejemplos, un poste de madera estaba coronado por un turbante otomano de tela blanca (para hombres) o por un turbante tallado en piedra.
Los ejemplos anteriores a menudo tenían dos o más pisos, siguiendo el ejemplo de las tumbas de Iljanato y de Persia en las que se basaron. La tumba de Malek es un buen ejemplo de esto. Los sultanes a menudo tenían sus tumbas construidas durante su vida, aunque las de otros miembros de la familia (y algunos sultanes) se construyeron después de su muerte. Los órganos vitales del sultán Murad I, asesinado justo después de su victoria en la batalla de Kosovo en 1389, fueron enterrados en un türbe allí, mientras que el resto de su cuerpo fue llevado de regreso a su capital en Bursa para ser enterrado en un segundo türbe.

## Localización de türbes
Estambul es el lugar donde existen türbes para la mayoría de los sultanes otomanos, así como para los grandes visires y otros notables. Turquía también tiene türbes asociados con varios santos sufíes del Imperio otomano.
Fuera de Turquía existen restos de türbes en países como Albania, Bosnia y Herzegovina, Bulgaria, Grecia, Hungría, Irán, Macedonia o Túnez.
El türbe más antiguo que se conserva es el Gonbad-e Qābus, en el noreste de Irán, construido en 1006–1007 para el emir Shams al-Maʿālī Qābūs (m. 1012). La torre alcanza los 60m y su cubierta es cónica.